# Sierra Leona en los Juegos Olímpicos de México 1968
Sierra Leona estuvo representada en los Juegos Olímpicos de México 1968 por tres deportistas masculinos que compitieron en dos deportes.
El portador de la bandera en la ceremonia de apertura fue el boxeador John Coker. El equipo olímpico sierraleonés no obtuvo ninguna medalla en estos Juegos.